# George Julius Felix von der Osten
George Julius Felix von der Osten (* 3. Juli 1745 in Wisbu; † 30. September 1824 ebenda) war Landrat des Ostenschen Kreises in Hinterpommern.

## Leben
Er stammte aus der uradligen Familie von der Osten. Seine Eltern waren Peter Christoph von der Osten (1702–1769), Gutsbesitzer und Kapitän in der Preußischen Armee, und dessen Gemahlin Hedwig Elisabeth, eine geborene von Zastrow aus dem Hause Dargerese. Peter Christoph von der Osten war es gelungen, das Rittergut Wisbu A, das zuvor in drei Anteile aufgespalten war, in seiner Hand zu vereinigen.
Osten trat 1761 in die Preußische Armee ein. 1768 nahm er seinen Abschied als Fähnrich oder Leutnant aus gesundheitlichen Gründen und weil er seinen Vater unterstützen wollte. Nach dem Tod seines Vaters im darauffolgenden Jahr verglich er sich mit seiner Mutter über die Erbschaft, so dass er das Gut Wisbu A erhielt. Dieses bewirtschaftete er selber.
Im Jahre 1786 wurde er als Nachfolger des verstorbenen Friedrich Wilhelm von der Osten zum Landrat des Ostenschen Kreises, in dem auch sein Gut Wisbu lag, gewählt. Als 1807 die französischen Truppen unter dem Divisionsgeneral Pietro Teuliè vor die Kreisstadt Plathe zogen, hielt sich Landrat von der Osten fern. In Heinrich Berghaus Landbuch des Herzogtums Pommern wurde ihm nachträglich (1872) vorgeworfen, er habe sich damit „seiner Pflicht gegen die arme, nur aus 109 Feuerstellen bestehende Kreisstadt entzogen und die unglückliche, durch die Plünderung zu Grunde gerichtete Einwohnerschaft ihrem Schicksal“ überlassen. Im Jahre 1812 schätzte die pommersche Regierung ihn, wenig schmeichelhaft, als „alt und ohne Kenntnisse“ ein. Ende 1813 wurde er schließlich wegen Altersschwäche pensioniert. Da der Ostensche Kreis der kleinste Kreis in Pommern war und bei der demnächst beabsichtigten Kreisreform wegfallen sollte, wurde kein Nachfolger mehr gewählt, sondern das Amt des Landrates interimistisch dem Major von Dewitz übertragen, der zugleich interimistischer Landrat des Daberschen Kreises war. Nach 1815 wurde der Ostensche Kreis aufgelöst.
Osten war mit Sophie Elisabeth, einer geborenen von Zlotnicka aus dem Hause Wahrland, verheiratet. Aus der Ehe gingen mehrere Kinder hervor. Die Tochter Ulrike Juliane heiratete Wilhelm Casimir von Hellermann, Landrat des Kreises Fürstenthum.